# Claudia Gray
Claudia Gray (de nom Amy Vincent;Nova York, 12 de juny de 1970) és una escriptora estatunidenca de literatura de ficció romàntica paranormal, especialment coneguda per la sèrie Evernight –editada en català per Grup 62, en els seus segells Estrella Polar, Labutxaca o Empúries– i les seves novel·les de La guerra de les galàxies, de les quals n'ha escrit quatre: Lost Stars, Star Wars: Bloodline, Leia, Princess of Alderaan i Master and Aprentice.

## Carrera
La novel·la de Gray Evernight va ser publicada el maig de 2008. El segon llibre de la sèrie Evernight, Stargazer, es va publicar al març de 2009 i va arribar al número 4 a la categoria de llibres de capítols de la llista de llibres infantils més venuts segons The New York Times a l'abril de 2009. Les novel·les posteriors de la sèrie inclouen Hourglass i Afterlife, que van ser publicades els anys 2010 i 2011, respectivament, i la novel·la derivada Balthazar, que va aparèixer el 2012.
Han estat traduïdes al català amb els títols de Mitjanit, Addicció, Compte enrere i Més enllà. I també Balthazar.

## Vida personal
Segons el seu lloc web, Gray viu en una casa violeta de 100 anys a Nova Orleans.

## Publicacions

### SèrieEvernight
1. Evernight (Mitjanit)
2. Stargazer (Addicció)
3. Hourglass (Compte enrere)
4. Afterlife (Més enllà)
5. Balthazar (novel·la derivada) (Balthazar)

### SèrieSpellcaster
- Spellcaster (març 2013)
- The First Midgnith Spell (novembre de 2013) (preqüela)
- Steadfast (març de 2014)
- Sorceress (març de 2015)

### SèrieFirebird
- A Thousand Pieces of You (octubre de 2014)
- Ten Thousand Skies Above You (novembre de 2015)
- A Million Worlds with You (novembre 2016)

### Novel·les deLa guerra de les galàxies
- Lost Stars (setembre de 2015)
- Star Wars: Bloodline (maig de 2016)
- Star Wars: Leia, princess of Alderaan (setembre de 2017)
- Master and apprentice (abril de 2019)
- The High Republic: Into the Dark (febrer de 2021)

### TrilogiaConstellation
- Defy the Stars (2017)
- Defy the Worlds (2018)
- Defy the Fates (abril de 2019)

### Altres novel·les
- Fateful (setembre de 2011) (Aigües Tèrboles, Estrella Polar)